# Senegal (flod)
Senegal er en 1.790 kilometer lang flod i Vestafrika som danner grænsen mellem Senegal og Mauretanien, desuden løber floden gennem Mali og Guinea.
Floden har to store dæmninger, Manantalidæmningen i Mali og Maka-Diamadæmningen på grænsen mellem Senegal og Mauretanien, lige ved Atlanterhavet. Et område på  641.768 hektar i flodens delta har siden 2012 været et grænseoverskridende biosfærereservat, delt mellem  Senegal og Mauretanien.